# Triangulo Oscuro
Triángulo Oscuro est un groupe de rap cubain.

## Biographie
Triángulo Oscuro s'est formé en 1997  à Cuba après quelques tentatives pour s'intégrer à des groupes existants. Cette année-là ils participèrent à un festival de rap sur l'île et obtinrent la quatrième place sur les 123 groupes qui se présentèrent, et gagnèrent ainsi un public nombreux. 
Le groupe Triangulo Oscuro cultive de manière très caractéristique le rap. Ce groupe a fait fusionner le rap et le hip-hop avec des rythmes caribéains, comme la salsa, la rumba, la conga, le merengue, la kizomba, le mambo, le reggae, la cumbia, la samba et le son cubain, atteignant un résultat très personnel, et des rythmes très dansants.
Leur premier album, intitulé A moverse est une invitation à la danse.

## Discographie
- A moverse (2001)

1. Arriba mi ritmo
2. Bochinche
3. A Moverse
4. Con el 1, 2, 3
5. Pancha plancha
6. Sacude
7. Ñeque ñaca
8. Aleluya
9. Parte conmigo
10. Arriba mi ritmo (Remix)

- Dechava'o (2005)

1. Por encima
2. La banana
3. Liebre
4. Dechava'o
5. Embarca'o
6. El Tra
7. Fiesta
8. Cuchi cucha
9. A mi comay
10. Verano

- A tronco (2006)

1. Dembou
2. Besito
3. Qué mujeres
4. Juégala
5. Party
6. La costurera
7. Gelas
8. Que bolá
9. Señora
10. Normal que sí
11. Mi Habana Club